# Jan Grzebski
Jan Grzebski (1942 – 12 de dezembro de 2008) foi um ferroviário polonês que entrou em estado comatoso em 1988 e acordou em 2007. Na realidade, ele permaneceu em coma por quatro anos mas só se recuperou completamente 19 anos depois.

## Biografia
Embora tenha sido reportado como efeito de um golpe na cabeça pela lateral articulada de trem, o coma na verdade foi provocado por um tumor cerebral de 5 cm. Com o tempo, o envelhecimento de Grzebski fez com que o tumor começasse a retroceder o suficiente para aliviar a pressão no tronco cerebral, de modo que ele pôde vir a recobrar totalmente a consciência. Grzebski começou a sair do coma em 1992. Os médicos não esperavam que Grzebski sobrevivesse, quanto mais saísse do coma. Ele creditou sua sobrevivência à esposa, Gertruda Grzebska, que dele cuidou e por ele orou. Grzebski tinha quatro filhos à época do acidente. Durante esse período, Grzebski ganhou 11 netos. Em uma entrevista, feita em 1 de junho de 2007 pelo canal TVN24, Grzebski descreveu suas lembranças do colapso do sistema comunista: "quando meus familiares falavam comigo, eu podia realmente ouvi-los, mas não conseguia responder. Eu não podia mandar-lhes sinais de que eu ainda estava vivo." Algum tempo depois, Grzebski faleceria em 2008 em função do tumor cerebral após ter despertado em 2007. Jan Grzebski vivera entrevado por 19 dos seus 66 anos de vida.
| “ | Quando entrei em coma havia apenas chá e vinagre nas lojas, a carne era racionada e filas enormes para conseguir gasolina. Agora vejo as pessoas nas ruas e há tantas coisas nas lojas que fazem minha cabeça girar. O que me surpreende é ver todas essas pessoas que caminham por aí com seus telefones celular e nunca param de se queixar. Eu nada tenho para reclamar." | ” |

## Cultura
Ele foi mencionado em Ripley's Believe It or Not!, na edição de 27 de agosto de 2007.